# Babina pleuraden
Babina pleuraden е вид земноводно от семейство Водни жаби (Ranidae).

## Разпространение
Видът е разпространен в Китай.